# Surtout ne dis rien
Surtout ne dis rien (Davon willst du nichts wissen) est un téléfilm allemand, réalisé par Tim Trachte, et diffusé le 1er juin 2012 sur Arte.

## Fiche technique
- Titre original : Davon willst du nichts wissen
- Réalisation : Tim Trachte
- Scénario : Tim Trachte
- Photographie : Fabian Rösler
- Musique : Lorenz Dangel
- Durée : 88 min

## Distribution
- Andreas Lust : Jan
- Sophie von Kessel : Karen
- Alina Levshin : Milla
- Antonia Bergman : Mme Markus
- Konstantin Frolov : Vladimir
- Mark Filatov : Mirk
- Nino Böhlau : Alex
- Nikolas Beyer : Felix